# Mary Lou Williams
Mary Lou Williams (Atlanta, Georgia, 1910. május 8. – Durham, Észak-Karolina, 1981. május 28.) amerikai dzsesszzongorista, zeneszerző, hangszerelő.
Mindent tudott. Otthon volt a blues, a boogie woogie, a stride, a swing, a bebop, és a  free dzsessz világában is. Százával alkotott és hangszerelt számokat, lemezeinek száma is száz körül van. Hangszerelt Duke Ellington és Benny Goodman számára, barátja és mentora volt sokaknak, így Thelonious Monknak, Charlie Parkernak, Miles Davisnek, Dizzy Gillespie-nek és sok mindenki másnak.
Négy éves korában odaült zongorához. Autodidakta módon képezte magát, és már hat évesen  profikkal játszott Pittsburgben. A húszas években egy utazó vaudeville-társulatnál játszott; a harmincas években már a legnagyobb zenészekkel dolgozott – hangszerelt nekik.
Az első nő volt a szakmában, akit komolyan vettek a férfiak.
Ő volt az első dzsesszzenész, akinek templomban adták elő művét. Ez 1975-ben történt, amikor a Mary Lou's Mass címen elhíresült, jazz-rock és gospel hatásoktól hemzsegő mű felhangzott a New York-i Szent Patrik székesegyházban.

## Szólólemezeiből
- 2007: The Circle Recordings
- 1999: 1944-1945
- 1978: Solo Recital (Montreux-i Jazz Fesztivál, 1978 – Live)
- 1977: My Mama Pinned a Rose on Me
- 1975: Free Spirits
- 1974: Zoning
- 1970: From the Heart
- 1964: Mary Lou's Mass
- 1963: Black Christ of the Andes
- 1953: The First Lady of the Piano
- 1945: The Zodiac Suite
- 1944: Roll 'Em

## Díjak
- 1972, 1977: Guggenheim Fellowships.
- 1971: Grammy-díj jelölés, Best Jazz Performance for the album Giants, Dizzy Gillespie, Bobby Hackett, Mary Lou Williams
- 1980: Williams founded the Mary Lou Williams Foundation
- 1980: Honorary degree from Rockhurst College in Kansas City

## Források

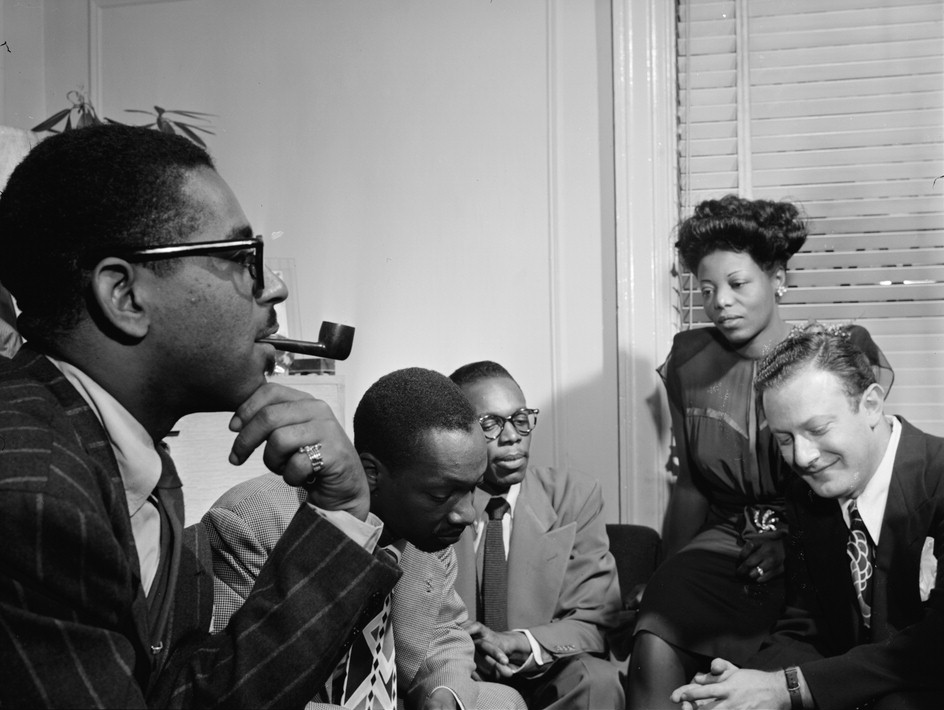
Dizzy Gillespie, Tadd Dameron, Hank Jones, Mary Lou Williams és Milt Orent 1947-ben, Williams lakásán